# 송무관
송무관은 "송무관 공수도"라고도 불리는 한국 태권도의 5 관 (무술 학교) 중 하나이다. 창시자는 1944년 노병직 대주교(1919~2015)로, 세계 태권도 최고위 수련자 중 한 명으로 '현대 태권도의 창시자'로 꼽힌다. 노병직은 기친 후나코시 휘하의 쇼토칸 검은띠 통칭 송무관을 만들었다. 쇼토칸의 기본 원칙에 충실하면서 새로 만든 태권도 스타일 내에서 발 차기 기술을 더 강조했다. 오늘날까지 두 스타일은 놀라운 유사성을 유지하고 있다.

## 같이 보기
- 한국 무술
- 태권도
- 당수도